# Gressenhall
Gressenhall är en civil parish i Storbritannien.   Den ligger i grevskapet Norfolk och riksdelen England, i den sydöstra delen av landet, 150 km nordost om huvudstaden London. Antalet invånare är 1 008. Arean är 10,5 kvadratkilometer.
Terrängen i Gressenhall är mycket platt.